# Куп Србије у фудбалу 2024/25.
Куп Србије у фудбалу 2024/25. је деветнаесто такмичење организовано под овим називом од стране Фудбалског савеза Србије.

## Учесници
Пропозицијама је предвиђено да у завршном делу такмичења за Куп Србије у фудбалу 2024/25. учествује:
- 16 (шеснаест) клубова Суперлиге Србије 2023/24,
- 16 (шеснаест) клубова Прве лиге Србије 2023/24,
- 5 (пет) клубова победника такмичења за фудбалски Куп Србије организованих у оквиру територијалних фудбалских савеза.[1]

## Календар такмичења
- Претколо: 11. септембар 2024.
- Шеснаестина финала: 30. октобар 2024.
- Осмина финала: 4. децембар 2024.
- Четвртфинале: 2. април 2025.
- Полуфинале: 7. мај 2025.
- Финале: 21. мај 2025.

## Претколо
У завршни део такмичења за овосезонски Куп Србије у фудбалу пласирало се 37 клубова, а у шеснаестини финала има места само за 32, те је било неопходно да се одигра 5 утакмица преткола у циљу смањења броја учесника. У претколу учествује 10 клубова — пет победника купова територијалних савеза и тимови који су се у претходној сезони Прве лиге Србије нашли од 12. до 16. места.
Игра се једна утакмица код првоименоване екипе. Према пропозицијама такмичења, уколико се утакмица заврши нерешеним резултатом, одмах се изводе једанаестерци.
| Пуста река | 1 : 1 Извештај | Трепча       |
| ---------- | -------------- | ------------ |
| Арсић 35’  |                | Весковић 40’ |
| Пенали     |                |              |
|            | 3 : 5          |              |

| Хајдук Дивош           | 2 : 3 Извештај | Нови Сад 1921                           |
| ---------------------- | -------------- | --------------------------------------- |
| Цвијић 53’ · Томац 86’ |                | Обрадовић 73’ · Јањић 77’ · Вучетић 84’ |

| ФАП                         | 2 : 1 Извештај | Металац Горњи Милановац |
| --------------------------- | -------------- | ----------------------- |
| Оташевић 21’ · Стајовић 46’ |                | Ризнић 50’              |

| Земун                                | 3 : 1 Извештај | Колубара       |
| ------------------------------------ | -------------- | -------------- |
| Стоисављевић 47’, 67’ · Петровић 60’ |                | Благојевић 31’ |

| Младост ГАТ | 1 : 0 Извештај | Раднички Нови Београд |
| ----------- | -------------- | --------------------- |
| Тањга 35’   |                |                       |

## Шеснаестина финала
Жреб парова шеснаестине финала Купа Србије у сезони 2024/25. обављен је 17. октобра 2024. године у Спортском центру Фудбалског савеза Србије. Клубови су пред жреб подељени у две групе. У прву групу били су сврстани сви клубови који су учествовали у претходној сезони Суперлиге Србије. Пропозицијама је одређено да домаћини утакмица шеснастине финала буду клубови из друге групе.
Игра се једна утакмица код првоименоване екипе. Према пропозицијама такмичења, уколико се утакмица заврши нерешеним резултатом, одмах ће се изводити једанаестерци.
| ГФК Дубочица | 0 : 2 Извештај | Младост Лучани                |
| ------------ | -------------- | ----------------------------- |
|              |                | Цветиновић 45’ · Бонџулић 68’ |

| ОФК Вршац                           | 1 : 1 Извештај | ТСЦ Бачка Топола                                          |
| ----------------------------------- | -------------- | --------------------------------------------------------- |
| Анса 85’ ·                          |                | Бањац 40’ (пен)                                           |
| Пенали                              |                |                                                           |
| Анса · Радосављевић · Грек · Колони | 3 : 5          | Стевановић · Петровић · Радојевић · Станић · Милосављевић |

| Нови Сад 1921 | 1 : 2 Извештај | Спартак Ждрепчева крв                      |
| ------------- | -------------- | ------------------------------------------ |
| Воларевић 71’ |                | Јањић 42’ (а.г.) · Ранђеловић 45+1’ (а.г.) |

| Трепча | 0 : 6 Извештај | Раднички Ниш                                                                    |
| ------ | -------------- | ------------------------------------------------------------------------------- |
|        |                | Башчаревић 23’ (а.г.) · Ивеља 25’, 86’ · Николић 62’ · Стјуарт 70’ · Терзић 76’ |

| Раднички Сремска Митровица | 0 : 1 Извештај | Војводина |
| -------------------------- | -------------- | --------- |
|                            |                | Јусуф 27’ |

| Графичар            | 2 : 1 Извештај | Железничар Панчево |
| ------------------- | -------------- | ------------------ |
| Стојановић 54’, 55’ |                | Езе 17’            |

| Земун      | 1 : 2 Извештај | Јавор Матис                |
| ---------- | -------------- | -------------------------- |
| Дијало 71’ |                | Зувић 10’ · Стојановић 14’ |

| ФАП              | 2 : 3 Извештај | Радник Сурдулица                            |
| ---------------- | -------------- | ------------------------------------------- |
| Бојовић 57’, 61’ |                | Павлов 23’ · Стојановић 41’ · Томашевић 56’ |

| Инђија | 0 : 1 Извештај | Раднички 1923      |
| ------ | -------------- | ------------------ |
|        |                | Да Силва 15’ (пен) |

| Смедерево 1924 | 1 : 3 Извештај | Нови Пазар                    |
| -------------- | -------------- | ----------------------------- |
| Марковић 86’   |                | Опара 33’ · Брахић 75’, 90+1’ |

| ОФК Београд                              | 2 : 2 Извештај | Вождовац                                          |
| ---------------------------------------- | -------------- | ------------------------------------------------- |
| Марковић 48’ · Флајтер 90+2’             |                | Фуртула 33’ · Димић 85’                           |
| Пенали                                   |                |                                                   |
| Кнежевић · Бермудез · Флајтер · Халабрин | 4 : 3          | Коларевић · Белић · Кнежевић · Недељковић · Димић |

| Јединство Уб | 0 : 1 Извештај | Чукарички    |
| ------------ | -------------- | ------------ |
|              |                | Туфегџић 67’ |

| ГФК Слобода Ужице                         | 2 : 2 Извештај | Напредак Крушевац                                   |
| ----------------------------------------- | -------------- | --------------------------------------------------- |
| Павловић 7’, 35’                          |                | Шарић 37’ · Обрадовић 90+1’                         |
| Пенали                                    |                |                                                     |
| Зоговић · Глишовић · Рашковић · Старчевић | 2 : 4          | Шарић · Маринковић · Обрадовић · Луковић · Бастајић |

| Текстилац Оџаци | 0 : 7 Извештај | Црвена звезда                                                             |
| --------------- | -------------- | ------------------------------------------------------------------------- |
|                 |                | Катаи 8’ (пен), 29’, 59’ · Максимовић 12’ · Илић 57’ · Сремчевић 66’, 90’ |

| Мачва Шабац | 0 : 1 Извештај | ИМТ         |
| ----------- | -------------- | ----------- |
|             |                | Радочај 40’ |

| Младост ГАТ | 0 : 3 Извештај | Партизан                             |
| ----------- | -------------- | ------------------------------------ |
|             |                | Ибрахим 14’ · Илић 55’ · Николић 83’ |

## Осмина финала
Жреб парова шеснаестине финала Купа Србије у сезони 2024/25. обављен је 25. новембра 2024. године у Спортском центру Фудбалског савеза Србије. Парове је извлачила Лидија Стојкановић, селекторка женске омладинске репрезентације Србије.
Игра се једна утакмица код првоименоване екипе. Према пропозицијама такмичења, уколико се утакмица заврши нерешеним резултатом, одмах се изводе једанаестерци.
| Нови Пазар                 | 2 : 0 Извештај | Раднички 1923 |
| -------------------------- | -------------- | ------------- |
| Адешина 7’ · Исламовић 77’ |                |               |

| Младост Лучани | 1 : 2 Извештај | ИМТ                        |
| -------------- | -------------- | -------------------------- |
| Љубомирац 39’  |                | Стевановић 18’ · Јовић 89’ |

| Војводина                | 3 : 1 Извештај | Графичар   |
| ------------------------ | -------------- | ---------- |
| Јусуф 3’, 26’ · Сери 79’ |                | Николић 8’ |

| Напредак Крушевац                                   | 0 : 0 Извештај | Јавор Матис                               |
| --------------------------------------------------- | -------------- | ----------------------------------------- |
|                                                     |                |                                           |
| Пенали                                              |                |                                           |
| Тошески · Марјановић · Ђековић · Бубањ · Маринковић | 5 : 4          | Мићић · Милошевић · Зувић · Жунић · Скоко |

| Радник Сурдулица | 0 : 3 Извештај | Партизан                              |
| ---------------- | -------------- | ------------------------------------- |
|                  |                | Вукотић 25’ · Ковач 34’ · Зубаиру 59’ |

| ТСЦ Бачка Топола          | 2 : 1 Извештај | Спартак Ждрепчева крв |
| ------------------------- | -------------- | --------------------- |
| Станић 59’ · Пантовић 73’ |                | Лукић 36’             |

| Чукарички | 0 : 2 Извештај | Раднички Ниш            |
| --------- | -------------- | ----------------------- |
|           |                | Стјуарт 48’ · Босић 52’ |

| Црвена звезда                                              | 5 : 3 Извештај | ОФК Београд                             |
| ---------------------------------------------------------- | -------------- | --------------------------------------- |
| Катаи 12’, 61’ · Иванић 18’ · Максимовић 34’ · Радоњић 50’ |                | Момчиловић 3’ · Марковић 29’, 35’ (пен) |

## Четвртфинале
Жреб парова четвртфинала Купа Србије у сезони 2024/25. обављен је 26. марта 2025. године у Спортском центру Фудбалског савеза Србије. Парове је извлачио Игор Матић, селектор млађе кадетске репрезентације Србије.
Игра се једна утакмица код првоименоване екипе. Према пропозицијама такмичења, уколико се утакмица заврши нерешеним резултатом, одмах се изводе једанаестерци.
| Раднички Ниш | 0 : 1 Извештај | Војводина |
| ------------ | -------------- | --------- |
|              |                | Депу 52’  |

| Напредак Крушевац          | 2 : 1 Извештај | ИМТ          |
| -------------------------- | -------------- | ------------ |
| Луковић 82’ · Бастајић 89’ |                | Белфодил 32’ |

| Партизан | 0 : 0 Извештај | ТСЦ Бачка Топола |
| --- | -------------- | --- |
| |                | |
| Пенали |                | |
| Натхо · Николић · Драгојевић · Калулу · Рогановић · Мујакић · Филиповић · Гох · Јурчевић · Угрешић · Јовановић · Натхо | 9 : 10         | Милосављевић · Дегенек · Мбонгу · Пантовић · Лазетић · Јовановић · Радојевић · Цапан · Радин · Станчић · Симић · Мбонгу |

| Црвена звезда          | 2 : 1 Извештај | Нови Пазар |
| ---------------------- | -------------- | ---------- |
| Ндиаје 7’ · Елшник 20’ |                | Сисе 29’   |

## Полуфинале
Жреб парова полуфинала Купа Србије у сезони 2024/25. обављен је 15. априла 2025. године у Спортском центру Фудбалског савеза Србије. Парове је извлачио Ранко Стојић, директор за развој фудбала у ФСС-у.
Игра се једна утакмица код првоименоване екипе. Према пропозицијама такмичења, уколико се утакмица заврши нерешеним резултатом, одмах се изводе једанаестерци.
| Војводина               | 2 : 0 Извештај | ТСЦ Бачка Топола |
| ----------------------- | -------------- | ---------------- |
| Кораћ 10’ · Букинац 85’ |                |                  |

| Црвена звезда                          | 4 : 2 Извештај | Напредак Крушевац             |
| -------------------------------------- | -------------- | ----------------------------- |
| Дуарте 3’, 45’ · Елшник 49’ · Илић 64’ |                | Букорац 6’ · Бубањ 37’ (пен.) |

## Финале
Игра се једна утакмица. Према пропозицијама такмичења, уколико се утакмица заврши нерешеним резултатом, прво се играју два продужетка од по 15 минута. Уколико резултат буде нерешен и након одигравања продужетака, победник се добија извођењем једанаестераца.
Првобитно је било одређено да се финална утакмица одигра 22. маја 2025. године. Датум одигравања је касније промењен на захтев и уз сагласност клубова финалиста.
Црвена звезда је пету годину заредом освојила Куп Србије. Црвено-белима је ово био укупно 29. трофеј у националном купу, а осми откад се то такмичење игра у оквирима Србије. Звезда је освајањем ове титуле дошла и до пете узастопне дупле круне.
| Војводина | 0 : 3 Извештај | Црвена звезда                            |
| --------- | -------------- | ---------------------------------------- |
|           |                | Дуарте 22’ · Милсон 90+5’ · Катаи 90+12’ |

| Војводина:     |    |                    |  |            |
| О              | 6  | Сеид Кораћ         |  |            |
| Н              | 7  | Бамиделе Јусуф     |  | 86’        |
| С              | 10 | Урош Николић       |  | 46’        |
| Г              | 12 | Драган Росић       |  |            |
| О              | 16 | Михаи Бутеан       |  | 85’        |
| С              | 18 | Његош Петровић     |  |            |
| О              | 23 | Лукас Барос        |  | 76’        |
| С              | 26 | Вукан Савићевић    |  | 46’        |
| О              | 29 | Колинс Сичење      |  | 53’ 90+11’ |
| С              | 34 | Слободан Медојевић |  |            |
| Н              | 91 | Лазар Романић      |  | 77’        |
|                |    |                    |  |            |
| Измене:        |    |                    |  |            |
| Г              | 1  | Матија Гочманац    |  |            |
| О              | 5  | Ђорђе Црномарковић |  |            |
| О              | 8  | Стефан Ђорђевић    |  |            |
| Н              | 9  | Алекса Вукановић   |  | 25’ 86’    |
| С              | 11 | Марко Младеновић   |  |            |
| С              | 20 | Драган Кокановић   |  | 46’ 50’    |
| О              | 22 | Лазар Николић      |  | 85’        |
| О              | 30 | Стефан Букинац     |  |            |
| Г              | 37 | Ранко Пушкић       |  |            |
| С              | 39 | Марко Величковић   |  | 46’        |
| Н              | 99 | Депу               |  | 77’        |
| Тренер:        |    |                    |  |            |
| Мирослав Тањга |    |                    |  |            |

| Црвена звезда:   |    |                    |  |            |
| С                | 4  | Мирко Иванић       |  | 90+8’      |
| С                | 6  | Раде Крунић        |  |            |
| Н                | 9  | Шериф Ндиаје       |  |            |
| Н                | 17 | Бруно Дуарте       |  | 22’ 69’    |
| Г                | 18 | Омри Глазер        |  |            |
| С                | 21 | Тими Макс Елшник   |  |            |
| О                | 30 | Андреј Ђурић       |  |            |
| О                | 44 | Вељко Милосављевић |  | 17’        |
| С                | 55 | Андрија Максимовић |  | 69’        |
| О                | 66 | Сол Јонгву         |  |            |
| О                | 88 | Ебенезер Анан      |  | 58’        |
|                  |    |                    |  |            |
| Измене:          |    |                    |  |            |
| О                | 3  | Кејмер Сандовал    |  |            |
| С                | 7  | Јован Шљивић       |  |            |
| С                | 8  | Гелор Канга        |  | 90+8’      |
| С                | 10 | Александар Катаи   |  | 69’ 90+12’ |
| Н                | 14 | Питер Олајинка     |  |            |
| О                | 23 | Милан Родић        |  | 58’        |
| С                | 27 | Фелисио Милсон     |  | 69’ 90+5’  |
| С                | 32 | Лука Илић          |  |            |
| О                | 47 | Страхиња Стојковић |  |            |
| С                | 49 | Немања Радоњић     |  |            |
| Г                | 77 | Иван Гутеша        |  |            |
| Тренер:          |    |                    |  |            |
| Владан Милојевић |    |                    |  |            |

Помоћне судије: Никола Ђоровић, Урош Радовановић, Никола Радаковић
ВАР судија: Момчило Марковић
Помоћник ВАР судије: Павле Томић
Делегат: Радисав Мутавџић
| Победник Купа Србије у фудбалу 2024/25. |
| --------------------------------------- |
|                                         |
| Црвена звезда 8. титула                 |

## Листа стрелаца
| Поз. | Играч            | Клуб          | Голова |
| ---- | ---------------- | ------------- | ------ |
| 1.   | Александар Катаи | Црвена звезда | 6      |
| 2.   | Бруно Дуарте     | Црвена звезда | 3      |
| 2.   | Бамиделе Јусуф   | Војводина     | 3      |
| 2.   | Саша Марковић    | ОФК Београд   | 3      |

- [18]